# Донское 2-е
Донско́е Второ́е - село Скорняковского сельсовета Задонского района Липецкой области. 

## Название
Расположено на левом берегу реки Дона, потому и получило такое название.
Законом Липецкой области от 11 ноября 2015 года № 463-ОЗ название Донское Второе изменено на Донское 2-е.

## История
По данным 1710 г. д. Донская, владение патриарха. 

## Население
| 2010 |
| ---- |
| 16   |